# Desa Sindangresmi (administrativ by i Indonesien, Jawa Barat, lat -7,08, long 106,96)
Desa Sindangresmi är en administrativ by i Indonesien.   Den ligger i provinsen Jawa Barat, i den västra delen av landet, 100 km söder om huvudstaden Jakarta.